# Jardín Botánico de la Universidad Politécnica de las Marcas

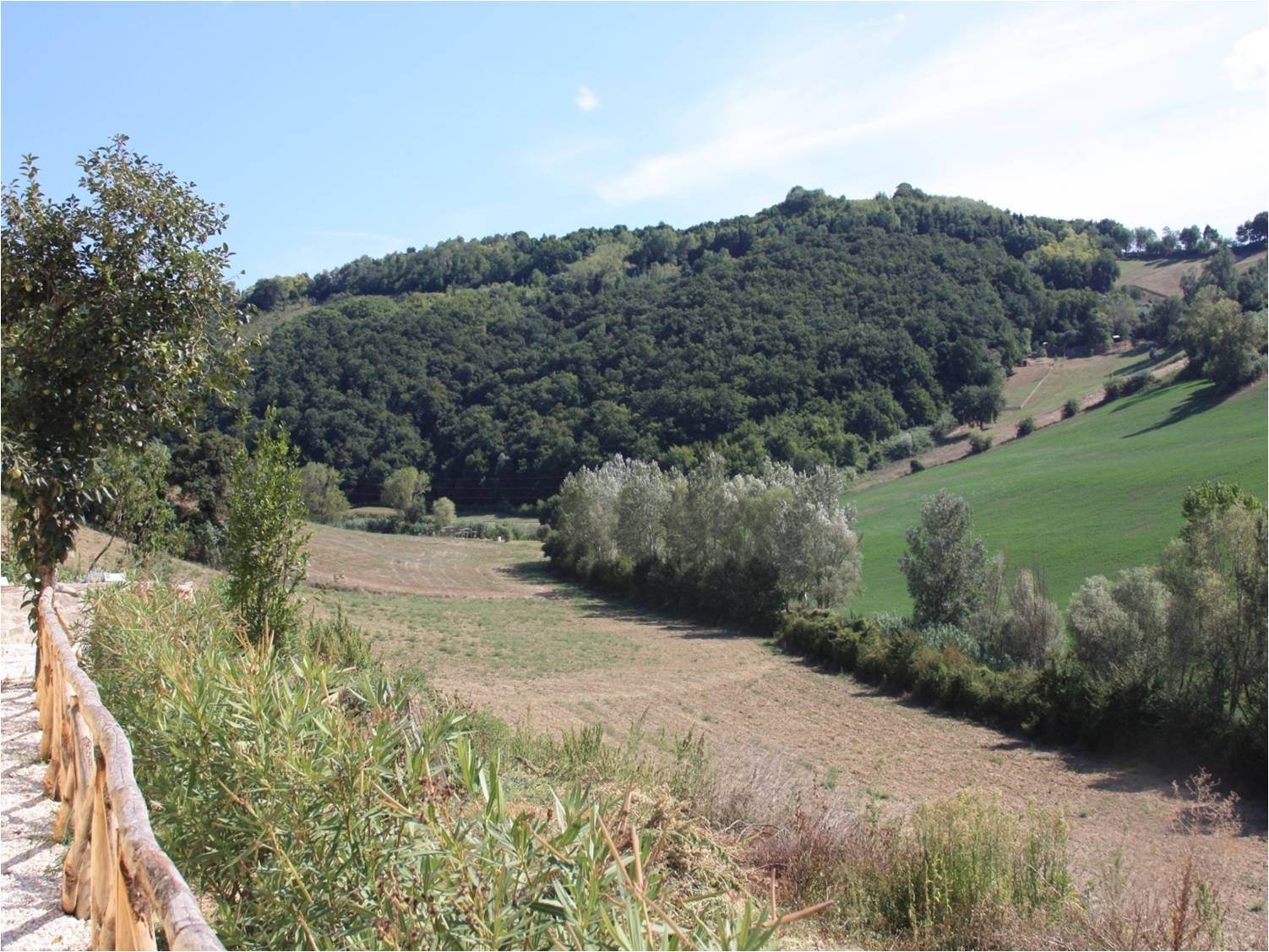
Jardín botánico Selva di Gallignano, Ancona, Italia

El Jardín Botánico de la Universidad Politécnica de las Marcas (en italiano: Orto Botanico dell'Università Politecnica delle Marche también conocido como Orto Botanico di Ancona y La Selva di Gallignano) es una reserva natural y jardín botánico de 5 hectáreas de extensión, administrado por la "Facoltà di Agraria" de la Universidad Politécnica de las Marcas ( anteriormente Universidad de Ancona), en Ancona, Italia.

## Localización
Orto Botanico dell'Università Politecnica delle Marche, Centro Interdipartimentale di servizi dell’Orto Botanico “Selva di Gallignano”, Ancona, Provincia de Ancona, Marche, Italia.43°37′1″N 13°31′0″E / 43.61694, 13.51667
Está abierto todos los días.

## Historia
El jardín fue creado en 1990, en unos terrenos propiedad del municipio.
Se encuentra en Gallignano uno de los castillos de Ancona, sistema de defensas construido para la custodia de los confines de la República de Ancona.

## Colecciones
Actualmente ocupa la ladera norte de una colina entre 100 y 200 m s. n. m. Es una zona boscosa con abundante vida silvestre.
Entre las especies dignas de mención se encuentra la "Poligala de Pesaro" Polygala pisaurensis planta endémica de la región.